# U-Bahnhof Rondo Daszyńskiego
Der U-Bahnhof Rondo Daszyńskiego ist eine stark frequentierte Station der Linie M2 der Warschauer Metro im Warschauer Stadtteil Wola. Die Station liegt unterhalb der Ulica Prosta, die hier auf westlicher Seite in den Verkehrskreisel Rondo Daszyńskiego (Kreuzung der Prosta mit der Ulica Towarowa) einmündet. Da der Kreisverkehr das Zentrum eines seit den 2010er Jahren entstandenen und stark wachsenden Bürogebietes Warschaus darstellt („City Centre West“), kommt dem U-Bahnhof eine wichtige Funktion im Berufsverkehr zu.

## Geschichte
Die Station wurde im Jahr 2008 geplant. Der Entwurf stammte aus dem Architekturbüro von Andrzej Chołdzyński; die Konstruktionsplanung übernahm Metroprojekt. Die Innengestaltung begleitete der Künstler Wojciech Fangor.
Im Oktober 2009 erhielt das internationale Konsortium AGP Metro Polska (Astaldi, Gülermak sowie PBDiM aus Mińsk Mazowiecki) den Zuschlag für den Bau des U-Bahnhofs; die Errichtung sollte in Deckelbauweise erfolgen. Seit August 2010 wurden Vorbereitungsarbeiten im Bereich des zukünftigen U-Bahnhofs durchgeführt. Am 29. September 2010 wurden Ruinen einer Fabrik gefunden; die Bauvorarbeiten mussten vorübergesetzt ausgesetzt werden. Am 1. Oktober beschloss das Denkmalamt, archäologische Untersuchungen durchzuführen. Danach wurde der Abriss der Fabrikfundamente genehmigt. Im März 2011 wurde die Baugenehmigung erteilt. Ab Mai 2012 begannen die Tunnelbohrungen ab der Stationsbaustelle in beide Richtungen. Ende September 2014 waren alle Bau- und Installationsarbeiten abgeschlossen. Schwierige hydrologische Bedingungen hatten den Bau der Anlage erschwert.
Der Bahnhof wurde am 8. März 2015 als westlicher Endpunkt der ersten Ausbaustufe der Linie M2 (damals: Rondo Daszyńskiego bis Dworzec Wileński) eröffnet.

## Abstellanlage
Von der Westseite des Bahnhofs bis zur Höhe der Ulica Karolkowa erstrecken sich Abstellgleise auf einer Länge von 272 Metern. Hier kann zum Fahrtrichtungswechsel gekehrt werden und Triebwagen abgestellt werden. Die Anlage verfügt über vier Gleise mit einem mittleren, eineinhalb Meter breiten, zu betrieblichen Zwecken genutzten Bahnsteig und ermöglicht auch eine Wartung von Schienenfahrzeugen.